# Phyllomedusa iheringii
Espèce
Statut de conservation UICN

 LC  : Préoccupation mineure
Phyllomedusa iheringii est une espèce d'amphibiens de la famille des Phyllomedusidae.

## Répartition
Cette espèce se rencontre au Brésil dans le sud-est de l'État du Rio Grande do Sul et en Uruguay dans les départements de Durazno, de Lavalleja, de Maldonado, de Rivera, de Rocha, de San Jose et de Treinta y Tres du niveau de la mer jusqu'à 500 m d'altitude.

## Étymologie

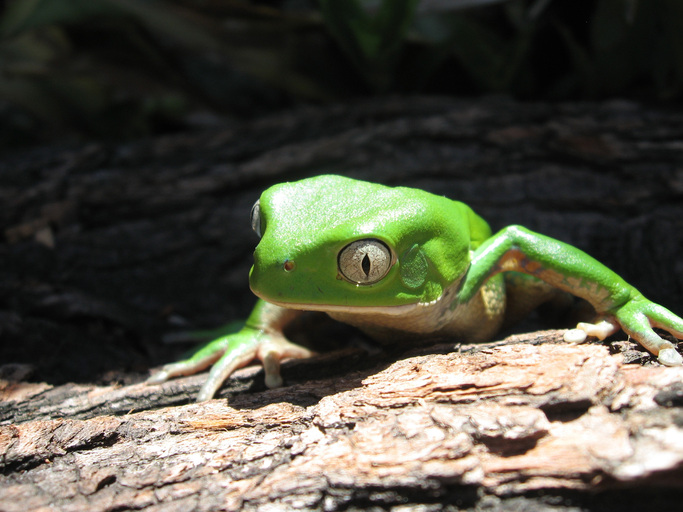
Phyllomedusa iheringii

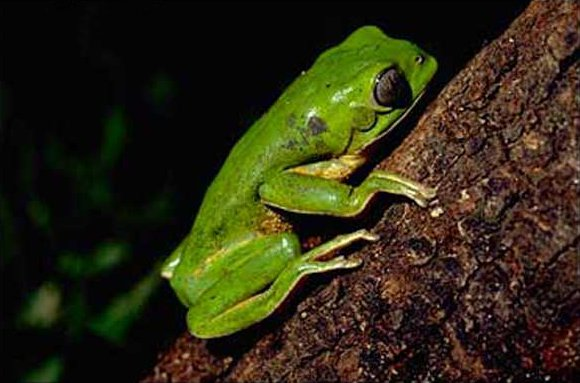
Phyllomedusa iheringii

Cette espèce est nommée en l'honneur de Hermann von Ihering.

## Publication originale
- Boulenger, 1885 : Second list of reptiles and batrachians from the province Rio Grande do Sul, sent to the Natural History Museum by Dr. H. van Ihering. Annals and Magazine of Natural History, vol. 5, no 16, p. 85-88 (texte intégral).